# Francesc Pi i Arsuaga
Francesc Pi i Arsuaga (Madrid, novembre de 1865 - ? 19 de març de 1912) fou un dramaturg i polític madrileny, fill de Francesc Pi i Margall i germà de Joaquim Pi i Arsuaga.

## Biografia
De jove va escriure drames en castellà i va col·laborar amb el seu pare en la Historia de España en el Siglo XIX (1902), sobre el Sexenni Democràtic, i va col·laborar a la Revista Blanca.
A la mort del seu pare el va succeir com a cap del Partit Republicà Democràtic Federal i gràcies a les seves bones relacions amb els cercles republicans i obreristes de Barcelona fou elegit diputat per Sabadell a les eleccions generals espanyoles de 1903 i 1905. A les eleccions generals espanyoles de 1907 va donar suport la Solidaritat Catalana i en fou elegit diputat per Sabadell. A les eleccions generals espanyoles de 1910, però, fou elegit diputat per Madrid i nomenat secretari quart del Congrés dels Diputats. Va morir dos anys després i el seu escó fou ocupat per Roberto Castrovido Sanz.

## Obres
- El balcón : capricho dramático en un acto y en prosa
- Nerón : monólogo histórico en verso
- La tragedia de Sagunto
- La viuda de Don Rodrigo
- Pájaros y flores
- Preludios de lucha (1905)
- Dinamita cerebral. Los cuentos anarquistas más famosos (1913)